# Equitació catalana a Nàpols

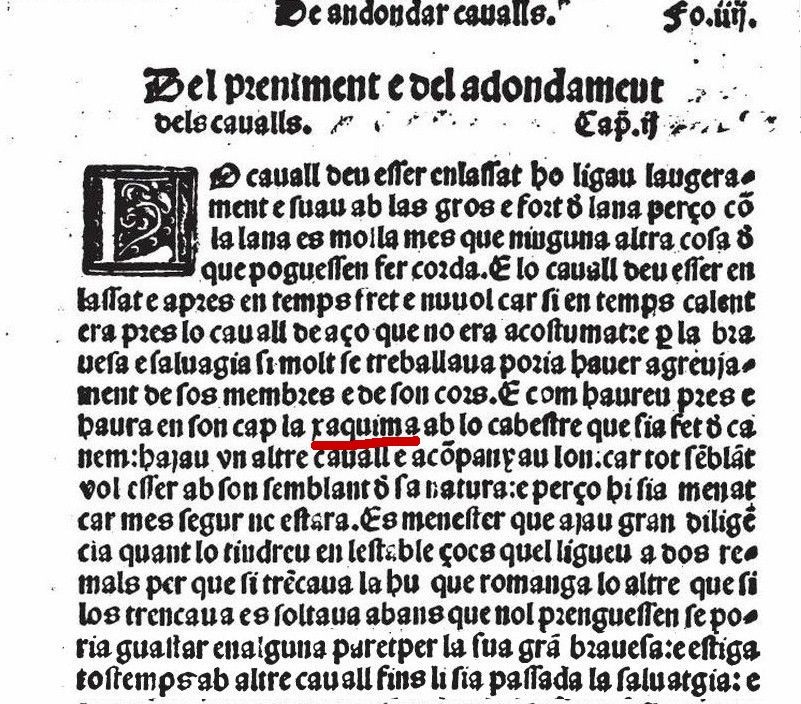
Paraula original xàquima al llibre de menescalia. L'esment de Dieç en català (1436) és més antic que la primera cita del terme per part de Nebrija (1481).
Transcripció parcialment modificada (per a facilitar la lectura).
Cap.II. Del preniment e del adondament dels cavalls.
Lo cavall deu esser enllaçat o lligat lleugerament e suau amb llaç gros e fort de llana, perçò com la llana és molla més que ninguna altra cosa de que poguesseu fer corda. E lo cavall deu esser enllaçat e (a)pres en temps fret e núvol, car si en temps calent era pres, lo cavall de açò que no era acostumat, per la bravesa e salvatgia si molt se treballava poria haver agreujament de sos membres e de son cos. E quan haureu pres e haurà en son cap la xàquima amb lo cabestre que sia fet de cànem, hajau un altre cavall e acompanyau-lo; car tot semblant vol esser amb son semblant de sa natura; e perçò hi sia menat car més segur ne estarà. És menester que ajau gran diligència quan lo tindreu en l'estable: ço és que’l lligueu a dos remals (ramals) per si en trencava un que romanga lo altre; que si lo trencava abans no el prenguessen se poria guastar en alguna paret per la sua gran bravesa; e estiga totstemps amb altre cavall fins li sia passada la salvatgia...

L'equitació catalana a Nàpols es refereix a un estil de muntar i domar cavalls desenvolupat pels catalans durant la seva presència al regne de Nàpols, especialment entre els segles XIII i XV. Aquest període va coincidir amb el domini de la Corona d'Aragó sobre el territori napolità, un marc històric en què la cultura catalana va deixar una empremta significativa en diversos àmbits, incloent-hi les arts eqüestres. Reconeguda per la seva tècnica refinada i la influència en les tradicions eqüestres locals, l'equitació catalana va esdevenir un element clau en la transmissió de coneixements i pràctiques que van perdurar durant segles.

## Context
Dins del tema general de l’equitació a Nàpols, l’equitació catalana a Nàpols és un aspecte prou important. Amb entitat pròpia i aspectes qualitatius susceptibles de ser estudiats i destacats.
Hi ha un acord general en considerar l’origen de l'equitació d’alta escola a Nàpols a partir de l’obra “Ordini di cavalcare” (1551) i de l'autor Federico Grisone, que va fundar una escola d’equitació l’any 1532. El que obliden els estudiosos del tema és la influència prèvia de l’equitació catalana a Nàpols: cavalls, cavallers i forma de muntar, principalment.
La doma com a manifestació artística va néixer a la Itàlia renaixentista, principalment a Nàpols en el període "català-aragonès" d'Alfons el Magnànim (vegeu el llibre català de menescalia) i va adoptar la forma en què la coneixem actualment a finals del segle xvii i principis del segle xviii. Va ser durant aquest últim període quan el francès François Robichon de la Guérinière, que treballava a Versalles, va desenvolupar plenament els principis originals grecs, concloent que els brutals mètodes que s'utilitzaven durant el renaixement eren inacceptables i del tot innecessaris. Les seves idees van quedar plasmades en la seva gran obra École de cavalerie (1731), el qual encara avui és font d'inspiració bàsica de tot allò que es refereix a la doma clàssica, i que constitueix la base teòrica de tot el treball de l'Escola Espanyola d'Equitació de Viena, àrbitre mundial de la veritable equitació clàssica.

## Antecedents històrics generals

### Equitació militar i exercicis d’exhibició
La base de cavalleria militar és la capacitat de maniobrar en grup, disposant de cavalls ensinistrats que puguin ser guiats amb precisió, responent a les ordres de cada genet i efectuant les maniobres requerides pel comandant suprem. En aquest sentit, totes les cavalleries militars al llarg de la història actuaven segons una escola hípica pròpia més o menys sofisticada. L'ensinistrament de cada cavall podia fer-se individualment però la pràctica de les maniobres exigia un treball en grup realitzat en un indret apropiat.

Figura 1. Regnes de Nàpols (taronja) i Sicília (vermell clar).

En temps de pau o de guerra les forces de cavalleria mostraven el seu potencial desfilant ordenadament i executant els exercicis que havien practicat prèviament. Xenofont ho explicava en les seves obres sobre el cavall i el cap de la cavalleria grega (Hípica i Hipàrquic). En època medieval, en les justes i torneigs, se seguien actuacions similars. Hi havia combats i exhibicions (prèvies i posteriors).

### Territoris a considerar
Des del punt de vista del desenvolupament de la doma clàssica i els seus antecedents cal estudiar especialment els regnes de Nàpols (incloent Calàbria) i de Sicília. Representats a la figura 1.
Pel que fa a la cria de cavalls de qualitat hom hi hauria d’afegir la Península Ibèrica, el Nord d’Àfrica, Egipte i els territoris de Terra Santa. Les importacions de cavalls notables es produïren des d’èpoques molt remotes.
- Un exemple de aquesta realitat complexa l'ofereix Vegeci en la seva obra Mulomedicina (379dC). Parla de cavalls de guerra, de circ (relacionats amb les curses de carros) i de sella.[16][17]
  - Parlant dels cavalls de curses, esmenta els millors:[17]

| « | Curribus Cappadocum gloriosa nobilitas : Hispanorum par vel proxima in circo creditur palma. Nec inferiores rope Sicilia exhibet circo, quamvis Africa Hispani sauguinis velocissimos praestare consueverit. | » |
| — Tothom admet la glòria en el circ dels cavalls capadocis, però els cavalls hispans mereixen una fama semblant. Tampoc Sicília no en produeix d'inferiors als anteriors, tot i que Àfrica acostuma a oferir cavalls molt veloços de sang hispana., Digesta artis mulomedicinæ. Flavius Vegetius Renatus. | |   |

#### Cavalls de Síbaris
Cap a l’any 510 aC els ciutadans de Síbaris declararen la guerra a la ciutat de Crotona. Els cavalls de Síbaris estaven ensinistrats a “ballar” al so de la flauta. Quan els exèrcits es trobaren, els de Crotona feren sonar la melodia adequada i els cavalls sibarites es desbandaren. Els crotonencs guanyaren la batalla i feren una gran mortandat. Assetjaren primer i després destruïren la ciutat enemiga sense deixar pedra pobre pedra.
Aquest fet, potser llegendari, ubica una mena d’alta escola en una ciutat antiga situada en els territoris del posterior regne de Nàpols.

### Frederic II del Sacre Imperi Romanogermànic
Aquest emperador fou un gran amant dels cavalls i dels falcons. Criava cavalls en les escuderies imperials situades a Sicília i Calàbria. El seu Mestre manescal, Jordano Russo, fou l’autor d’un llibre de manescalia en sicilià.
A l'emperador Frederic hom li atribueix un llibre de falconeria: De arte venandi cum avibus (de l'art de caçar amb ocells), del que se'n conserven diverses còpies il·lustrades dels segles xiii i xiv. El pare de Roger de Flor va ser falconer de l'emperador Frederic II del Sacre Imperi Romanogermànic i va morir en la batalla de Tagliacozzo quan defensava el Regne de Sicília contra la invasió francesa de Carles d'Anjou. Després de la seva victòria, Carles d'Anjou decidí confiscar tots els béns d'aquells que havien lluitat en contra seva. Per aquesta raó, Roger de Flor i la seva mare varen perdre tots els seus béns i restaren en la pobresa a Bríndisi.

### Carles I d'Anjou
Carles I d'Anjou fou rei de Sicília (1266 - 1282) i rei de Nàpols (1266 -1285). En el seu regnat s'organitzaren nombroses justes i torneigs. Per que fa a la medicina dels cavalls, cap al 1270 el jueu Moisé da Palermo traduí (de l’àrab al llatí) una obra veterinària atribuïda a Hipócrates: Liber Ipocratis de infirmitatibus equorum et curis eorum.

## Antecedents històrics catalans

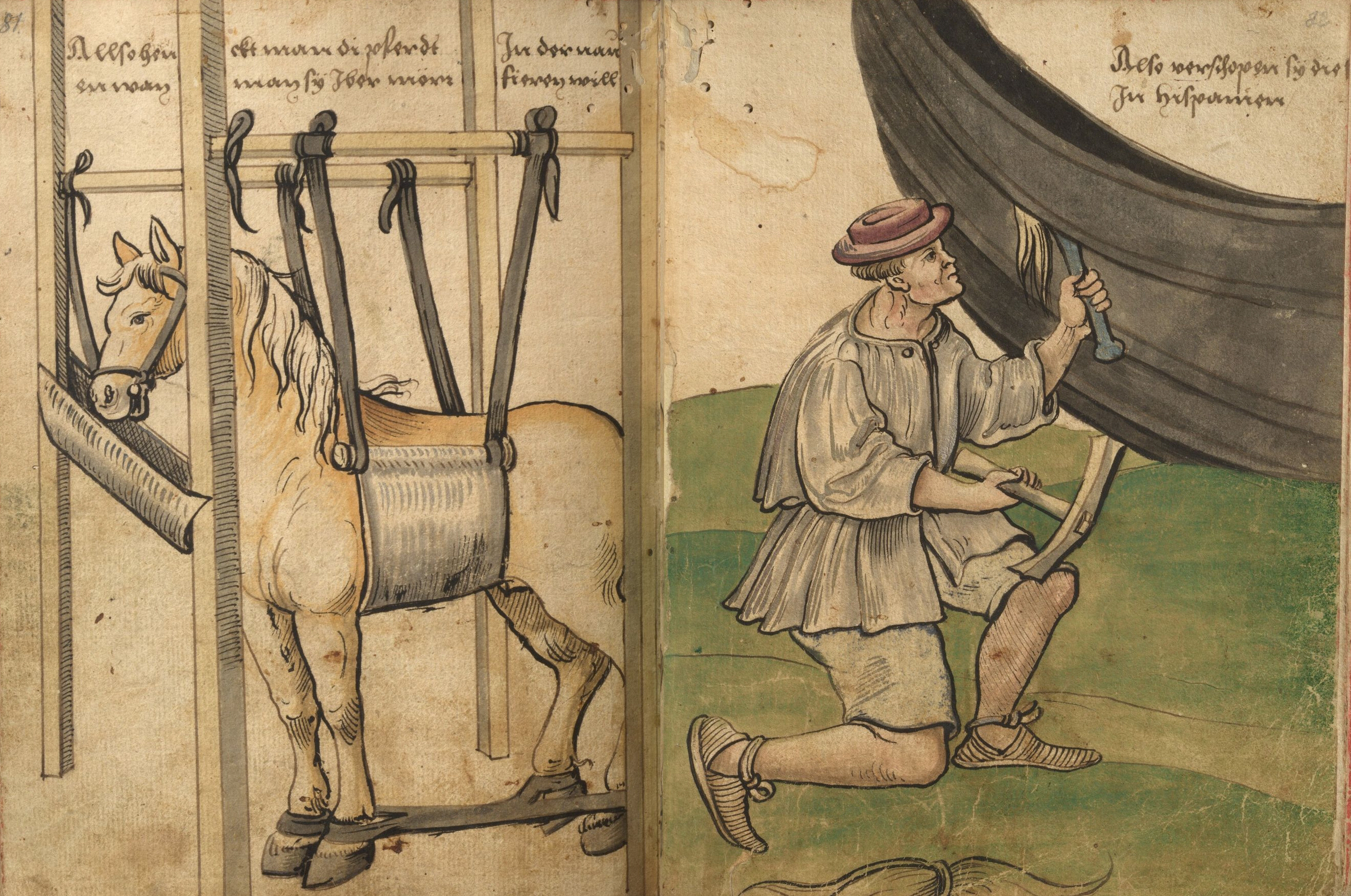
Com es penjaven els cavalls dins les tarides catalanes segons Christoph Weiditz. El calafatament de les obertures de popa (en tarides i naus similars) justifica el dibuix d'un calafat.

### Pere el Gran
Abans de la conquesta de Sicília l'exèrcit de Pere va dur a terme l'expedició a Tunis (1282-1286). Les tropes aplegaven 800 cavallers, un nombre indeterminat d’infants i 15.000 almogàvers. El conjunt fou transportat per un estol de naus, galeres i tarides. Desembarcat a Alcoll efectuà diverses operacions militars fins que, a instàncies d’emissaris sicilians, el rei va decidir anar a Sicília. Des del campament d’Alcoll l'estol va transportar les tropes fins a desembarcar a Tràpani.
No és improbable que un dels cavalls del rei fos el “cavall del bovatge” que havia comprat a crèdit per mil sous (d’or?).
També és versemblant que alguns dels cavalls de la tropa fossin de gran qualitat. És probable que la major de cavalls catalans foren animals de preu moderat.
Deixant de banda la realitat, en un dels contes de Boccacio es presenta a Pere el Gran i alguns dels seus cavallers exhibint el seu poder a cavall, a Palerm, amb motiu d’una festa de celebració de la victòria.
| «                                                 | ... Et essendo il Re Pietro di Raona signor dell’Isola divenuto, faceva in Palermo maravigliosa festa co’suoi baroni: nella qual festa armeggiando egli alla Catalana... | » |
| — Boccacio. Il Decameron. Giornata X-Novella VII. | |   |

### Conquesta de Nàpols
Alfons el Magnànim va succeir al seu pare Ferran a tots els seus regnes. S'havia casat a València el 12 de juny de 1415, amb Maria de Castella però no van poder tenir fills; la va deixar com lloctinent i a la cort de Nàpols es va enamorar de la noble Lucrezia d'Alagno, que un cop assolida la conquesta va esdevenir la reina "de facto", així com la seva musa inspiradora. El 1421, havia aconseguit per part de la reina Joana II de Nàpols el reconeixement com a hereu universal a falta de descendència directa.
Una aliança entre els ducats de Milà i de Venècia juntament amb Lluís III de Nàpols, va permetre la reconciliació entre les dues branques Anjou enfrontades pel tron reial de Nàpols. Així, el 1423, la reina Joana II va adoptar a Luis III com a hereu i, a la mort d'aquest, els drets van passar al seu germà René.

Al 1420 Alfons posseïa gran part de Còrsega i també reclamava l'illa de Sardenya, que estava en poder de Gènova, finalment, va iniciar la conquesta de Nàpols salpant el 1433 des de Barcelona amb 200 mil magranes de pólvora i amb un estol de galeres i 13 tafurees carregades amb mil cavalls.
| « | Portava lo rei Alfonç XIII tafurees caregades de cavals on anaven M cavals. | » |

### Alfons el Magnànim rei de Nàpols (1442–1458)

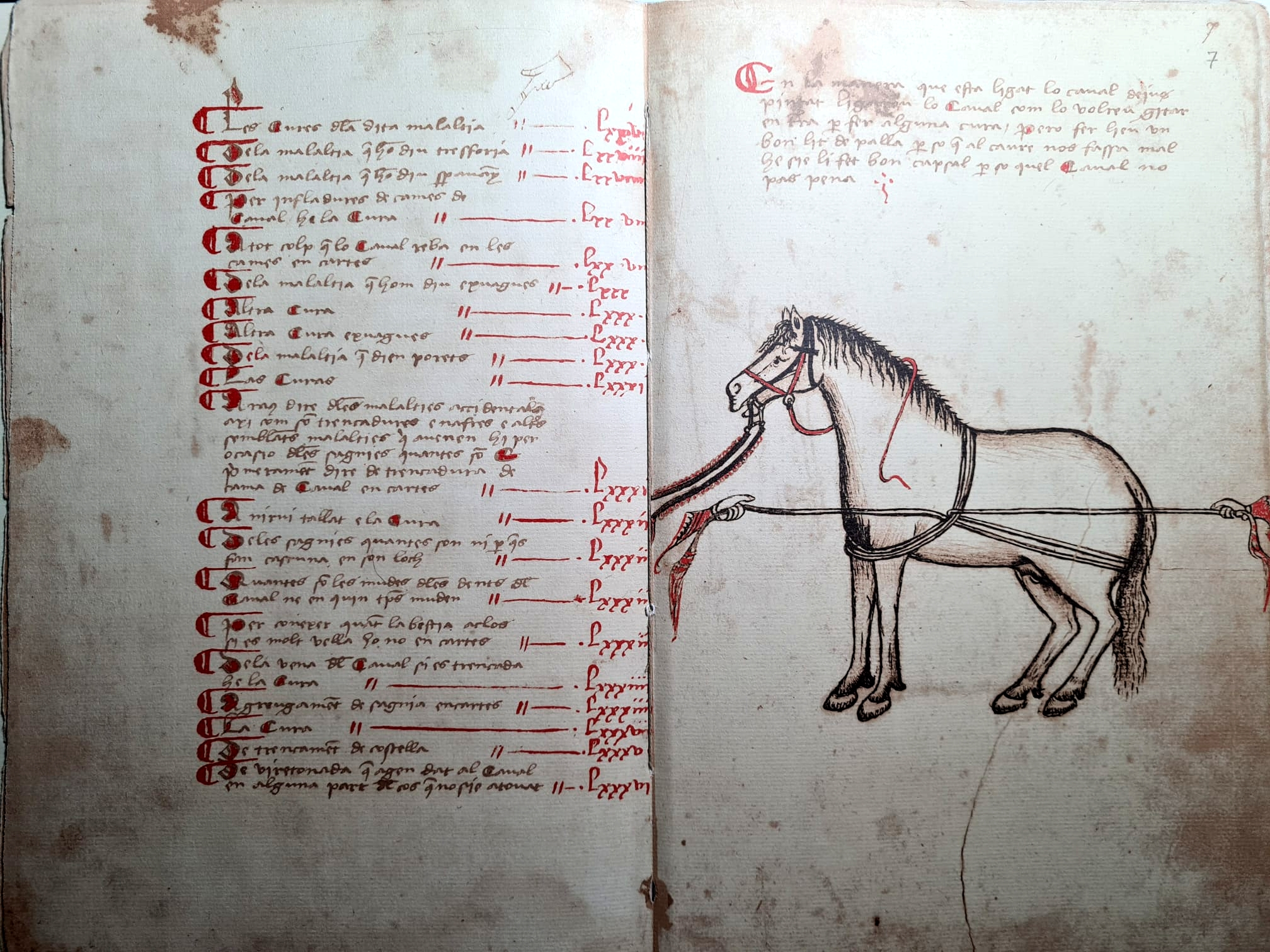
Doma catalana al llibre de menescalia

Article principal: Llibre de Menescalia
Un cop en possessió de la corona de Nàpols, Alfons va promocionar la cria cavallar, les justes i espectacles hípics i l'exportació puntual de cavalls i egües especialment demandats arreu. Segons testimonis diversos les escoles d’equitació a Nàpols foren nombroses a la seva època i els bons picadors de cavalls molt estimats i remunerats.

### Manuel Dieç
Manuel Dieç fou majordom d’Alfons el Magnànim. La seva vida ha estat tractada per diversos autors i presenta alguns aspectes controvertits. Per ordre del rei escrigué una obra sobre cavalls que tigué un gran èxit durant molts anys: el Llibre de Menescalia. Escrit en català de València. També fou l’autor del Llibre del Coch, de manera un xic dissimulada. (En aquest darrer llibre hi ha un capítol –en un llibre de cuina!- que parla de l’ofici de mestre d’estable. On es declara la identitat de l’autor de forma indirecta).
- Hi ha una part de la Manescalia que tracta de la doma del poltre. En aquest sentit és la primera obra europea que parla del tema. Cal no oblidar que qualsevol equitació d’alta escola ha de començar per la doma i ensinistrament dels cavalls joves.
- A grans trets segueix el mètode exposat a l’obra àrab el Nâçerî: començar l'ensinistrament entre els dos i tres anys, emprar un llaç escorredor suau de llana per a menar el cavall novell des de l'estable, passar a una xàquima-cabestre[38] de cànem durant un període d’un mes i després passar a un fre amb mos.[39][40]

L’obra de Dieç és la primera que considera un aspecte bàsic de l'equitació. Escrita a Nàpols i en català. Aquest document autoritza a parlar d’equitació catalana a Nàpols. Un regne acabat de conquerir per una cavalleria inicial d’uns mil cavallers (valencians i catalans en gran part). Amb selles catalanes, brides i mossos catalans i ferradures a la catalana. I una escola de muntar també catalana... El paper de la cavalleria en la conquesta de Nàpols és molt més complex del que indica la frase anterior. El nombre de cavalls implicats en un període concret va arribar als 20.000, incloent cavalleria mercenaria de condotiers italians. Des de Sicília s'importaren molts cavalls per a reposar baixes...etc. Hi ha una tesi doctoral sobre el tema consultable a la referència adjunta.
Hi ha un article publicat per Kari Lawe que defensa els orígens de l’alta escola al Nàpols d’Alfons el Magnànim.

### Ferran I de Nàpols
L’any 1541 Ferran I de Nàpols fou autor d’un llibre sobre cavalls: Extratto da un libro de razza da cavalli del re Ferrante vechio de Aragona.
- Un manuscrit de l’obra es pot consultar a la referència adjunta.[44]